# Diastylis neapolitana
Diastylis neapolitana är en kräftdjursart som beskrevs av Sars 1879. Diastylis neapolitana ingår i släktet Diastylis och familjen Diastylidae. Inga underarter finns listade i Catalogue of Life.